# 阮應辰
阮應辰（？—1643年），字箕畢，浙江紹興府餘姚縣人，明朝軍事人物。

## 生平
阮應辰是天啟二年（1622年）的武進士，擔任廣東道標中軍操捕都司、浙江都司、福建漳南副總兵，因平定流寇有功晉官總兵。其時梁山洞流賊肆虐，他帶領守備何南璽負責剿滅，漳汀營游擊朱彩帶兵同行，與流賊在苦竹對戰；朱彩被創逃走，餘部四散，他和何南璽突圍時被殺，妻子金氏在七里灘殉節，身後得到恩恤，有《箕畢遺集》流傳。

## 引用
1. 1 2  《餘姚六倉志·卷三十一·列傳五 明三》：阮應辰，字箕畢，天啟二年武進士。歷廣東道標中軍操捕都司，浙江都〖使〗司，漳南副總兵，平賊有功晉總兵。時梁山洞賊最劇，應辰率守備何南璽勦之，適漳汀營遊擊朱彩引兵至，遂偕行戰於苦竹；朱彩被創，應辰與南璽死之。妻金氏先於七里灘殉節，事具列女傳。 縣志
2. ↑  乾隆《紹興府志·卷五十五·忠節一》：阮應辰，字箕畢，餘姚人，天啟二年武進士。授廣東道標中軍，擢福建漳南副總兵，平賊有功晉總兵。時梁山洞賊最劇，應辰率守備何南璽剿之，適漳汀營游擊朱彩引兵至，遂借行與賊戰于苦竹。彩被創走，眾四竄；應辰直前突陣，何南璽從之俱死，賜䘏加例，著有《箕畢遺集》。 《東山志》